# Põlva
Põlva (Duits: Pölwe) is de hoofdstad van de Estlandse provincie Põlvamaa en tevens de hoofdplaats van de gemeente Põlva vald. De stad telt 5498 inwoners (2024).
Põlva was tot in oktober 2017 een aparte stadsgemeente met een oppervlakte van 5,5 km². In die maand werd Põlva bij Põlva vald gevoegd, een gemeente die als een ring om Põlva heen lag (vandaar de naam ‘ringgemeente’, Estisch rõngasvald). Tegelijk werden ook de gemeenten Ahja, Mooste, Laheda en Vastse-Kuuste bij Põlva vald ondergebracht.

## Geschiedenis
Põlva ligt in het dal van de Orajõgi. De plaats werd in 1452 als Pölwe voor het eerst genoemd. De driebeukige Mariakerk (Põlva Maarja kirik) stond er toen al ruim een eeuw. In de 19de eeuw werd deze kerk voorzien van brede transepten, waarmee het gebouw zijn middeleeuwse aanzien grotendeels verloor. Volgens een legende is er een knielende maagd in de kerkmuur ingebouwd: het woord põlv betekent knie. Een dominee van de kerk, Gustav Adolph Oldekop, stond aan de wieg van de Estischtalige journalistiek: in 1806 verschenen er 41 edities van zijn Tarto maa rahwa Näddali-Leht ('Weekblad van het volk van Tartumaa') in het plaatselijke Zuid-Estische dialect.
Põlva kwam als regionaal centrum tot ontwikkeling met de aanleg van de spoorlijn tussen Tartu en Petseri in 1931. In 1961 kreeg Põlva, dat tot dan toe een alevik (vlek) was geweest, de status van alev (grote vlek). Die promotie viel samen met de gebiedsuitbreiding van het rayon Põlva, de voorloper van de huidige provincie. In 1993 kreeg Põlva stadsrechten.
De zuivelfabriek van Põlva (Põlva Piim) kwam in 2009 in handen van het landelijk opererende Tere AS. Tot de industrieën in Põlva behoren ook een vestiging van het Zwitserse farmaceutische concern Nycomed en een producent van lijmhout, AS Liimpuit.
Põlva onderhoudt een stedenband met het Finse Kannus.

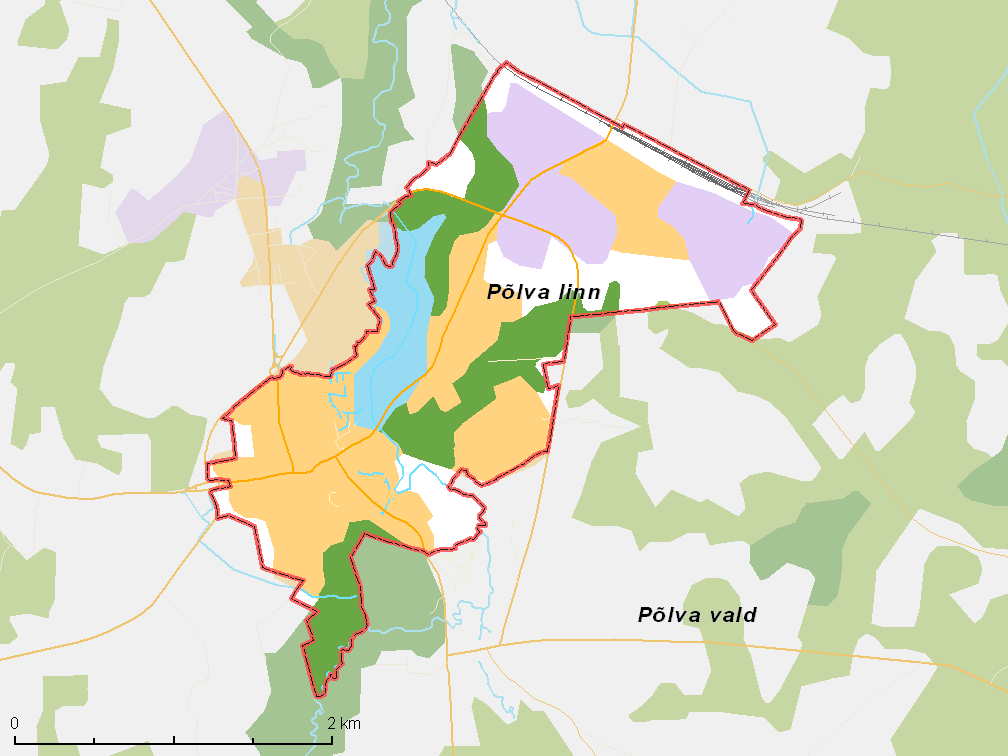
De stadsgemeente met omliggende gemeenten, situatie van begin 2017

## Foto's

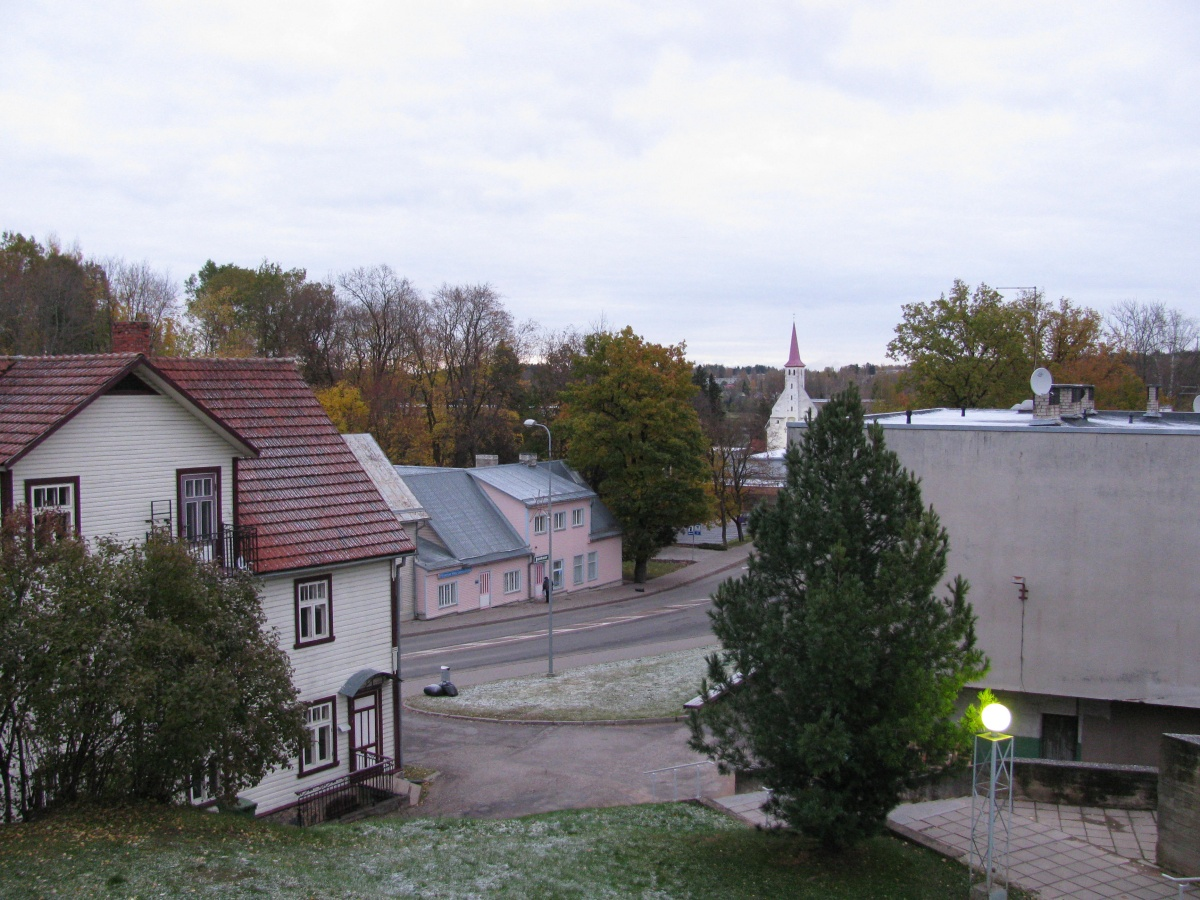
Het centrum van Põlva
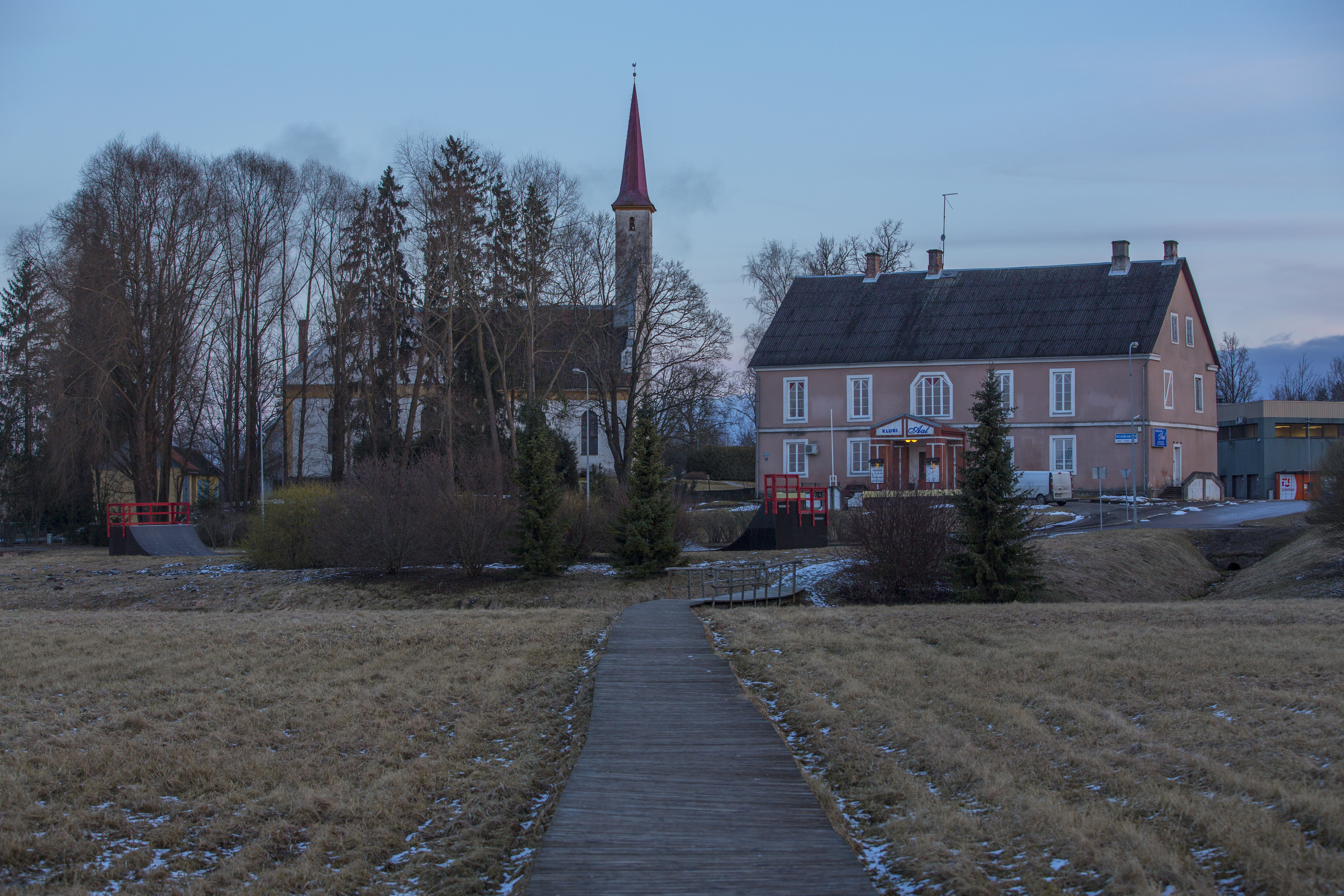
Het centrum met de Mariakerk
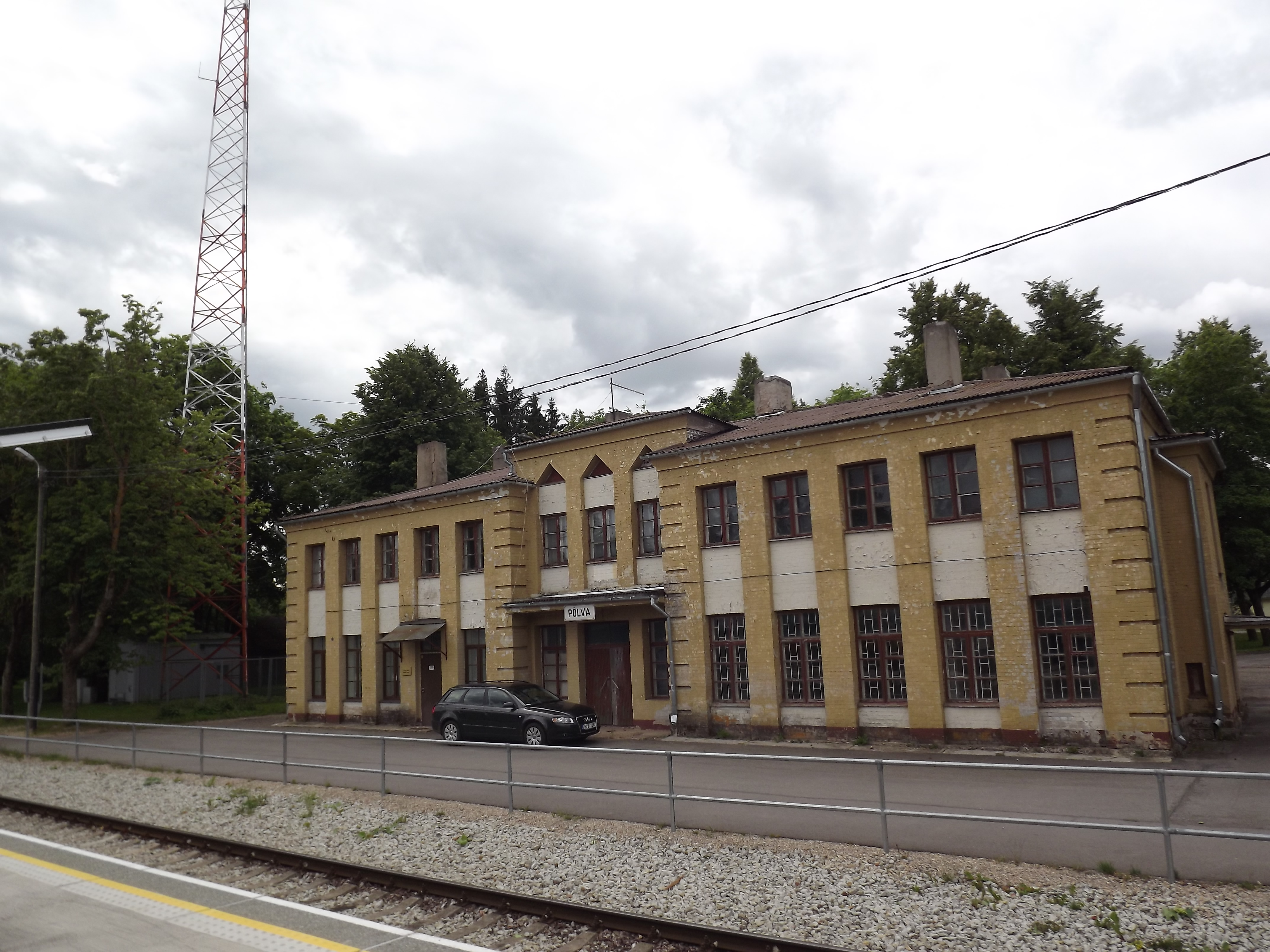
Station
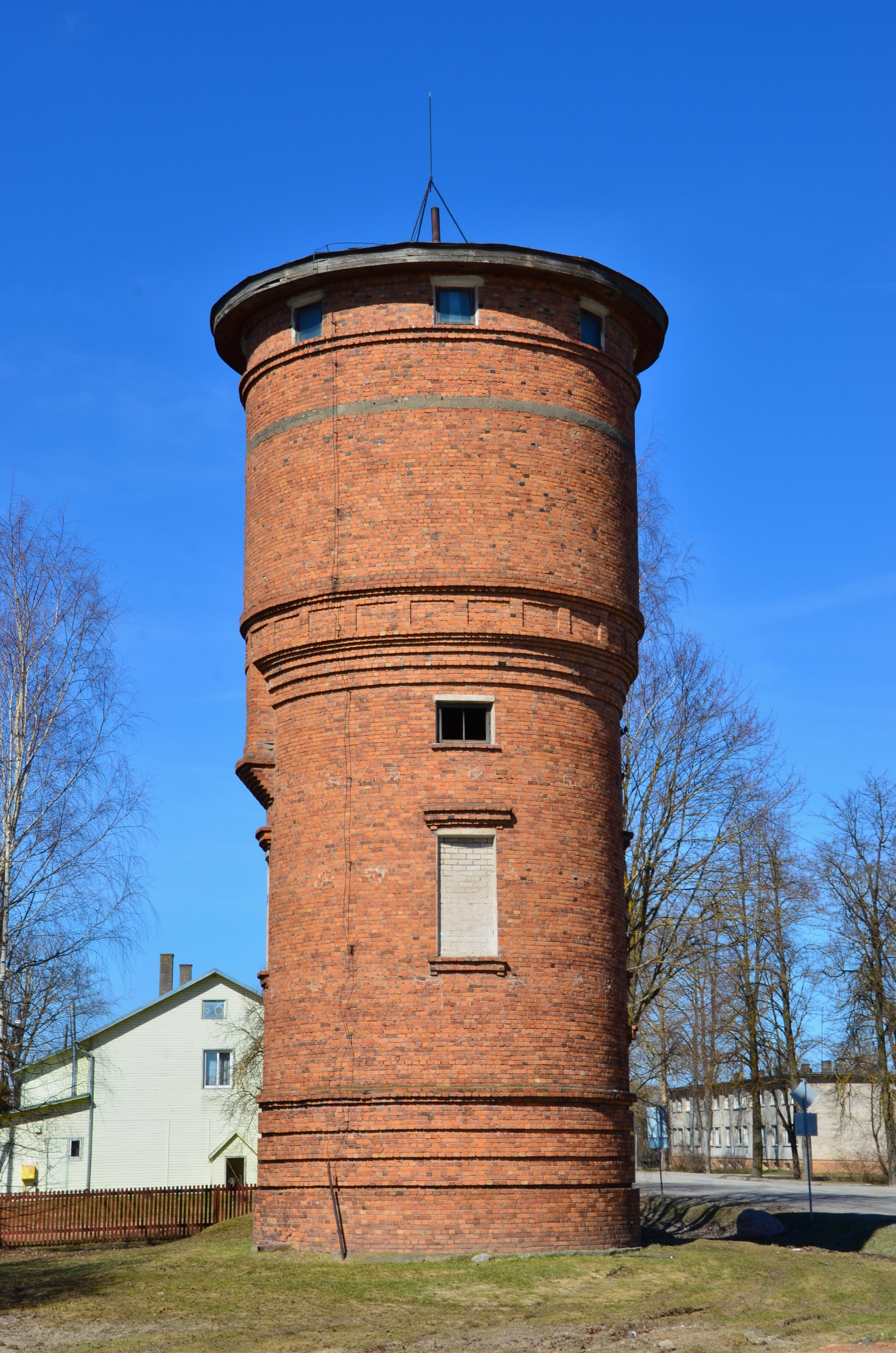
Watertoren
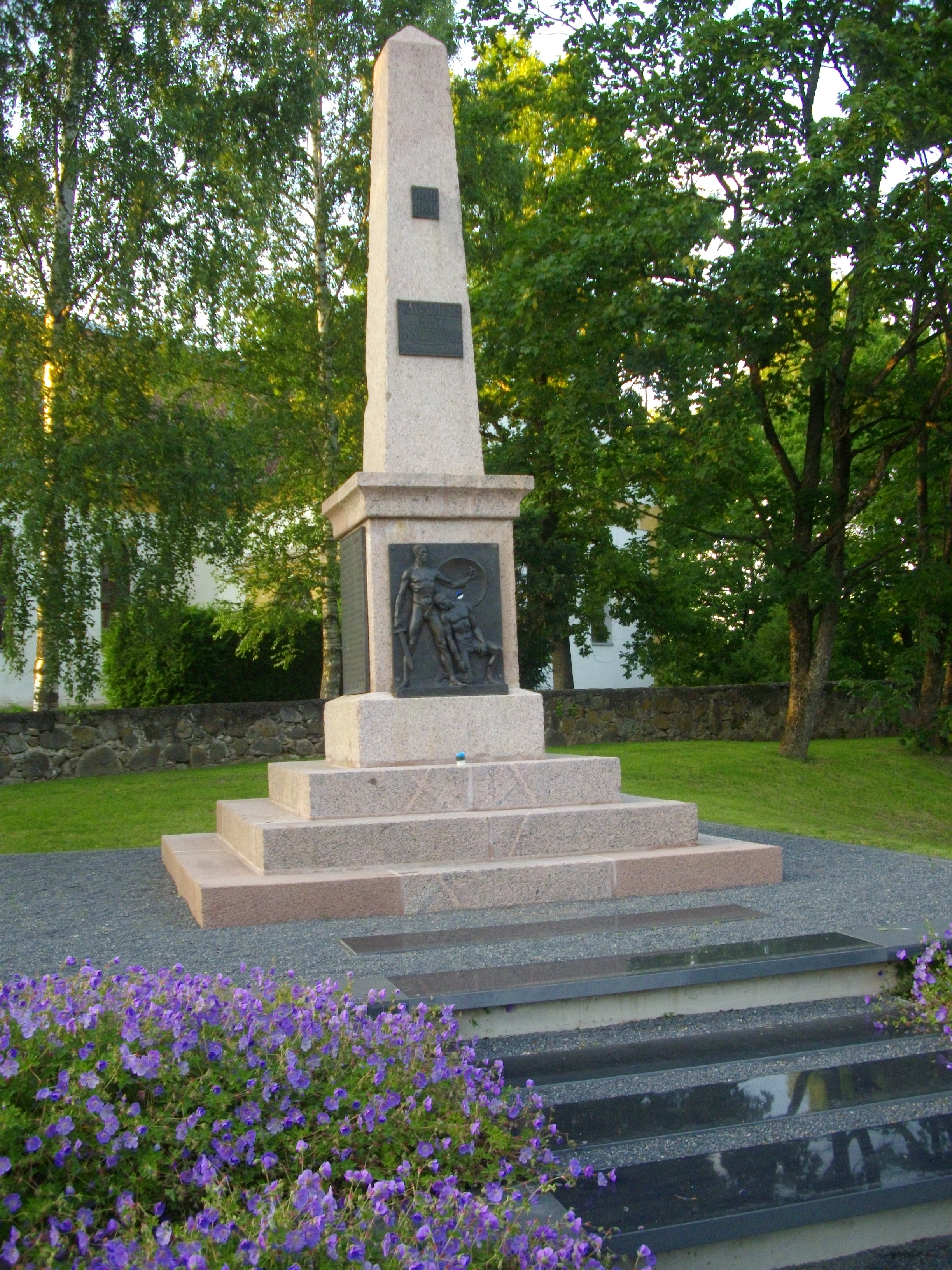
Monument voor de Estische onafhankelijk-heidsoorlog
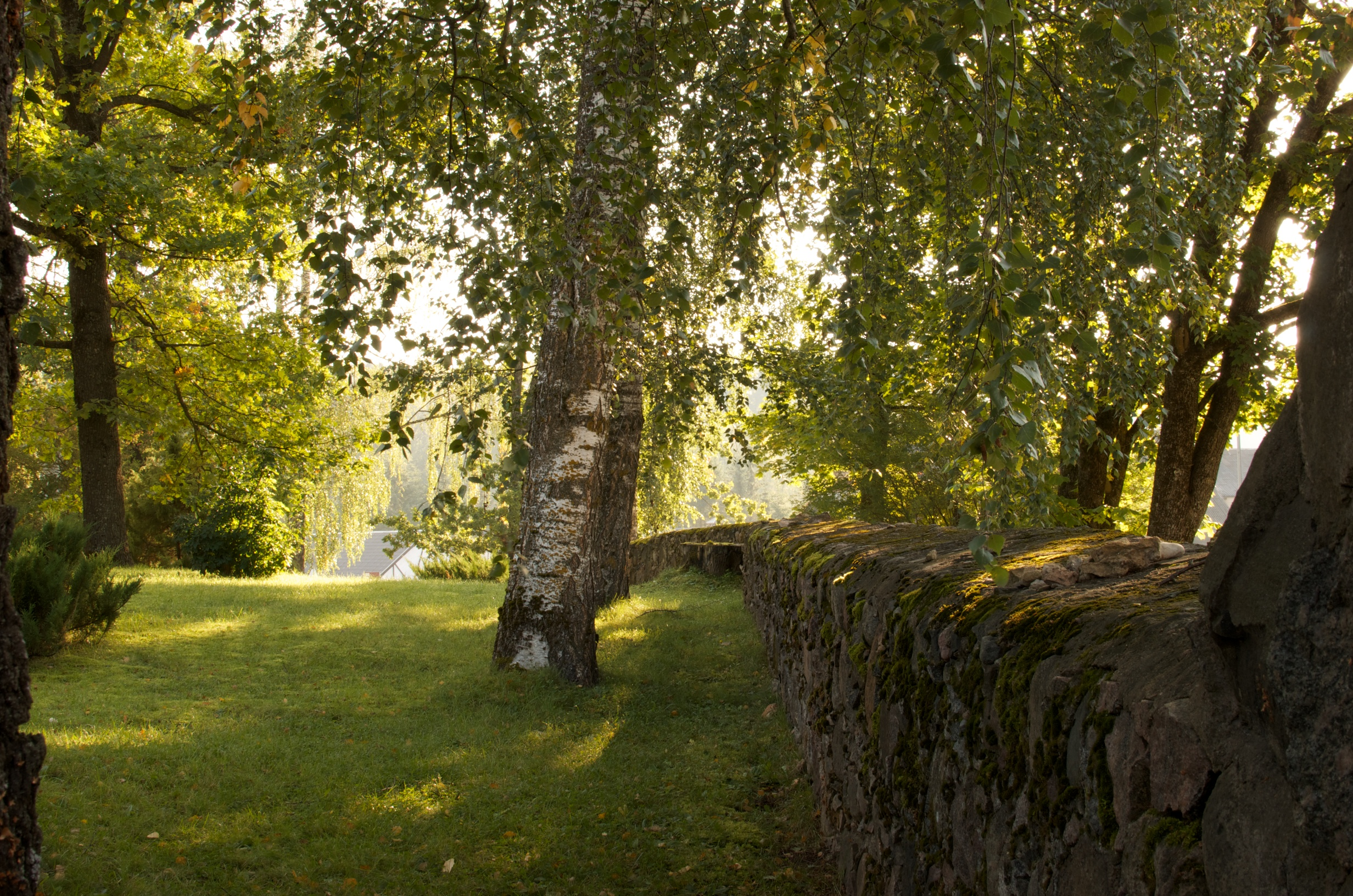
Het kerkhof van Põlva
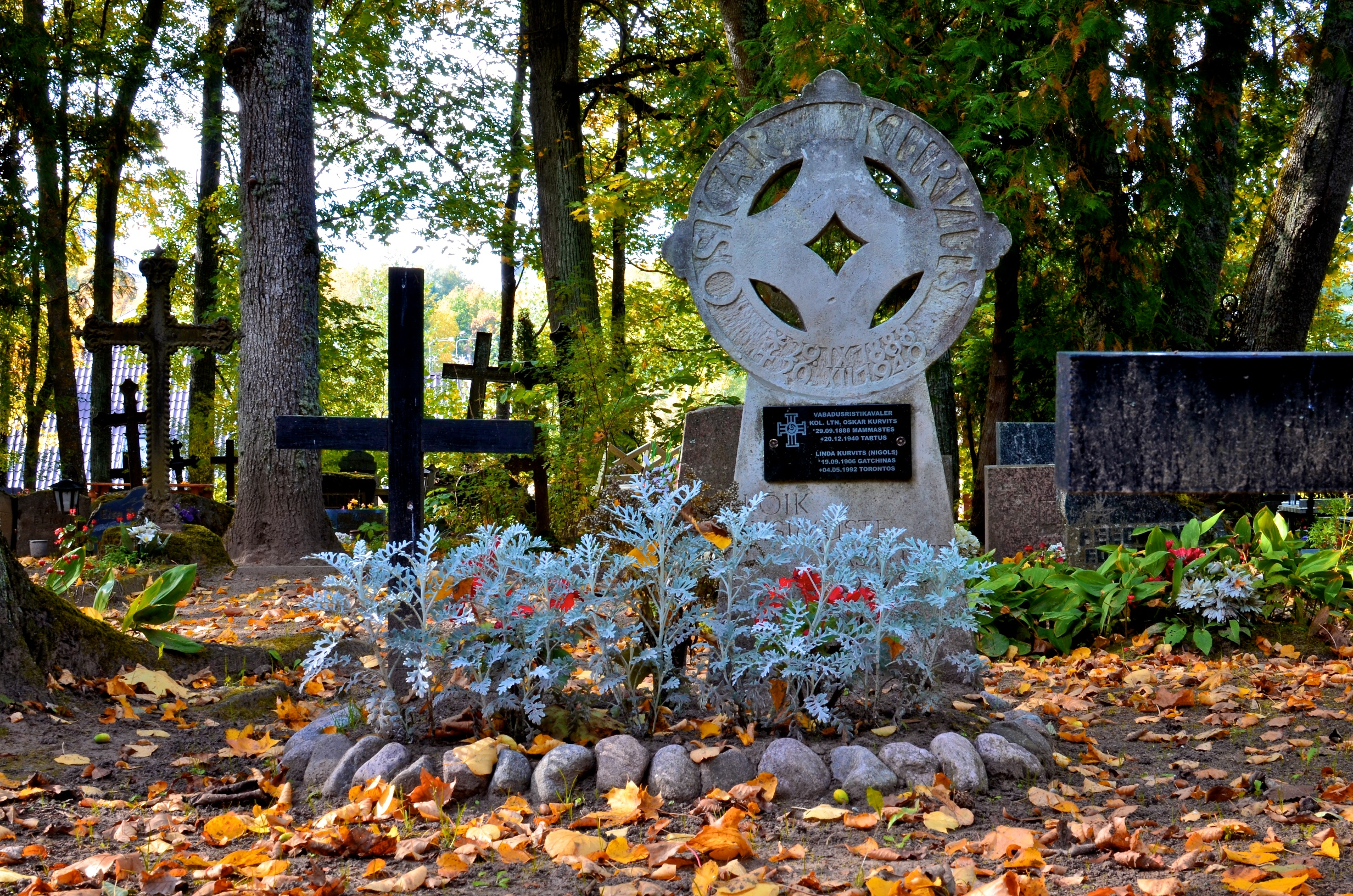
Graf van luitenant-kolonel Oskar Kurvits

- Library of Congress Control Number: n2001119354
- MusicBrainz: e925ba6b-1b06-4e1f-ad2d-2823ef6c6202
- Nationale Bibliotheek van Israël: 987007484883005171
- Virtual International Authority File: 135061306